# 许安标
许安标（1962年11月—），男，湖北监利人，中华人民共和国官员、法学家，全国人大常委会法制工作委员会副主任。

## 生平
许安标是中国共产党党员。1986年7月自吉林大学法学院毕业，获法学硕士学位。毕业后任职于全国人大常委会法制工作委员会。后获得法学博士学位。2001年至2002年作为访问学者在美国访问研究。曾任全国人大常委会法制工作委员会国家法室主任，参加了现行宪法、地方组织法、选举法、代表法、村民委员会组织法、立法法、监督法、兵役法、国防法、戒严法、劳动法、行政处罚法、行政诉讼法、行政复议法、行政许可法、公务员法、公益事业捐赠法等数十部法律的调研、起草、审议、修改工作。他还兼任中国法学会立法学研究会副会长、宪法学研究会常务理事、行政法学研究会理事。
2016年2月26日，第十二届全国人大常委会第十九次会议任命许安标为全国人大常委会法制工作委员会副主任。2018年2月24日，当选为第十三届全国人大代表。2018年3月，任全国人大宪法和法律委员会委员。

## 著作
- 《中华人民共和国公司法释义》
- 《中华人民共和国公务员法释义》
- 《农民如何行使民主权利》
- 《中华人民共和国行政许可法释义及实用指南》
- 《中华人民共和国民办教育促进法释义及实用指实用》
- 《中华人民共和国政府采购法释义及实用指南》
- 《中华人民共和国国家赔偿法解读》
- 《中华人民共和国村民委员会组织法解读》
- 《中华人民共和国保守国家秘密法解读》[2]